# Бакалія Теда Барилюка
Бакалія Теда Барилюка — короткометражний документальний фільм 1982 року про українсько-канадський продуктовий магазин Теда Барилюка у Вінніпезі, Манітоба, Канада. Фільм, знятий під керівництвом Джона Паскевича і Майкла Міруса і проспонсований Національною радою з питань кінематографії Канади, складається з розповіді Барилюка про його магазин, покупців і зміни в околицях. У кінострічці також розповідається про спроби Барилюка переконати дочку перейняти бізнес, незважаючи на її побоювання з приводу недисциплінованої клієнтури магазину. Зусилля Барилюка зі збереження магазину виявилися безуспішними, так як він закрився незабаром після виходу фільму.
Фільм «Бакалія Теда Барилюка» отримав Genie Award за найкращий театральний короткометражний фільм на 5-й Genie Awards та премію Antoinette Kryski Canadian Heritage на Golden Sheaf Awards. Фільм також був відібраний для конкурсу короткометражних фільмів на Каннському кінофестивалі 1982 року.